# リジェ・JS25
リジェ・JS25 (Ligier JS25) は、リジェチームが1985年シーズンのF1参戦に用いたフォーミュラ1カーである。デザイナーはミシェル・ボイジョンとクロード・ギャロパン。最高成績は2位。

## 概要
前年のJS23同様、ルノーのV6ターボエンジンを搭載、タイヤはミシュランに代わってピレリを装着した。1984年末にルノー・ワークスからベテランエンジニアのミッシェル・テツがリジェに復帰し、JS25の開発にはテツも途中から加わった。
ドライバーはベテランのジャック・ラフィットと、F1四年目のアンドレア・デ・チェザリスのラインナップであったが、デ・チェザリスはオーストリアGPで14ラップ目にハイスピードでコース右側の土手へとコースアウト、バランスを失ったJS25は激しく転回し大破した。オーナーのギ・リジェはこれ以上デ・チェザリスのクラッシュに修理費用を出すことはできないと彼の放出を決心し、第11戦オランダグランプリを最後に彼を解雇した。後任はエンジン供給をするルノーの秘蔵っ子でもあるフランスの若手フィリップ・ストレイフを第12戦からの5レースで起用した。
チームのシーズン総獲得ポイントは23、コンストラクターズランキングは6位となった。ラフィットは3位に2度入賞、最終戦オーストラリアGPでは2位と活躍した。チームメイトのストレイフも最終戦では3位に入賞し、JS25はダブル表彰台を獲得。ストレイフは2位のラフィットを激しく追い上げ、終盤の81ラップ目で接触、左前ホイールが外れかかったものの、両者ともどうにかゴールすることができた。

## F1における全成績
(key) （太字はポールポジション）
| 年     | チーム                  | エンジン                         | タイヤ | No. | ドライバー     | 1   | 2   | 3   | 4   | 5   | 6   | 7   | 8   | 9   | 10  | 11  | 12  | 13  | 14  | 15  | 16  | ポイント | 順位 |
| ------ | ----------------------- | -------------------------------- | ------ | --- | -------------- | --- | --- | --- | --- | --- | --- | --- | --- | --- | --- | --- | --- | --- | --- | --- | --- | -------- | ---- |
| 1985年 | エキップ・リジェ ジタン | ルノー・ゴルディーニ EF4B V6 t/c | P      |     |                | BRA | POR | SMR | MON | CAN | DET | FRA | GBR | GER | AUT | NED | ITA | BEL | EUR | RSA | AUS | 23       | 6位  |
| 1985年 | エキップ・リジェ ジタン | ルノー・ゴルディーニ EF4B V6 t/c | P      | 25  | デ・チェザリス | Ret | Ret | Ret | 4   | 14  | 10  | Ret | Ret | Ret | Ret | Ret |     |     |     |     |     | 23       | 6位  |
| 1985年 | エキップ・リジェ ジタン | ルノー・ゴルディーニ EF4B V6 t/c | P      | 25  | ストレイフ     |     |     |     |     |     |     |     |     |     |     |     | 10  | 9   | 8   |     | 3   | 23       | 6位  |
| 1985年 | エキップ・リジェ ジタン | ルノー・ゴルディーニ EF4B V6 t/c | P      | 26  | ラフィット     | 6   | Ret | Ret | 6   | 8   | 12  | Ret | 3   | 3   | Ret | Ret | Ret | 11  | Ret |     | 2   | 23       | 6位  |

- エキップ・リジェは南アフリカのアパルトヘイトを容認しないという国際的圧力の高まりに従い、南アフリカグランプリをボイコットした。

## 参照
1. ↑  Ligier JS25 Stats F1
2. ↑  People Michel Tetu GrandPrix.com